# Eroticoscincus graciloides
Eroticoscincus graciloides — вид сцинкоподібних ящірок родини сцинкових (Scincidae). Ендемік Австралії. Це єдиний представник монотипового роду Eroticoscincus.

## Поширення і екологія
Eroticoscincus graciloides мешкають на південному сході штату Квінсленд, між містами Бандаберг і Брисбен, зокрема на острові К'Гарі. Вони живуть у вологих тропічних і склерофітних лісах, в лісовій підстилці, під камінням і поваленими деревами. Трапляються у вологих місцях в сухих тропічних лісах, на плантаціях, в парках і садах.